# Vicus Bibiensis
Vicus Bibiensis (oder Vicus Bibium) ist der römische Name einer Siedlung (vicus), die sich in antiker Zeit in der Nähe von Sandweier befand, einem heutigen Stadtteil von Baden-Baden (römisch Aquae) in Baden-Württemberg. Die Siedlung gehörte zur Civitas Aquensis.
In der Kirche von Sandweier war eine römische Votivsteinplatte mit folgender Inschrift eingemauert:
-
Diis Quadrubis vicani Bibiensis d(e) s(uo) p(osuerunt)
Den Vierwege-Göttinnen haben die Bewohner von Bibiensis (diesen Stein) von ihrem Eigentum gesetzt
Der Fund belegt, dass sich im oder beim Dorf eine Wegkreuzung befand. Vermutlich die Kreuzung der heutigen Bergstraße mit der Straße nach Baden-Baden. Der Stein wurde 1812 nach Baden-Baden und 1858 nach Karlsruhe gebracht. Eine Kopie davon ist im Heimatmuseum von Sandweier zu besichtigen. Da in Sandweier selbst abgesehen von einer römischen Amphora keine römerzeitlichen Funde gemacht wurden, vermuten manche Historiker, dass sich Bibium in Oos oder Iffezheim befand.
Der Name ist vermutlich Vulgärlatein für bivium (='Ort, wo zwei Wege zusammenlaufen').